# Selm
Selm [zɛlm] − miasto w Niemczech, w kraju związkowym Nadrenia Północna-Westfalia, w rejencji Arnsberg, w powiecie Unna. W 2010 roku liczyło 27 001 mieszkańców.